# Cleora olivomaculata
Cleora olivomaculata là một loài bướm đêm trong họ Geometridae.